# Cyanocorax cyanopogon
Cyanocorax cyanopogon là một loài chim trong họ Corvidae.